# پیر جامین
پیر جامین (انگلیسی: Pierre Jamin؛ زادهٔ ۱۳ مارس ۱۹۸۷) بازیکن فوتبال اهل فرانسه است.